# 张坤伦
张坤伦（1891年4月—1944年12月29日），乳名辛卯，外号“胡子”。湖北省潜江县三台垸魏家垸人，中国共产党早期人物。

## 生平
张坤伦早年辍学务农。1930年9月，贺龙领导的红军攻克潜江城后，张坤伦加入双河桥的中共地下组织，以棉花商身份从事民运。1931年8月，加入中国共产党。1932年10月，红军被迫撤离苏区，张坤伦仍在熊口、双河桥、蚌湖一带活动。1939年5月，日军占领潜江县城后，张坤伦与魏兴旺、翟章林等人在议合桥创办了“黄学会”，对国军与伪军进行攻击，但最终不敌，唐新怀被雷春山部逮捕，张坤伦等人遭到通缉。
1940年10月，新四军襄南渔上乡公署在黑流渡成立后，张坤伦率部加入新四军，并在潘涤新帮助下重新加入中国共产党，并组建双河桥地下党小组。不久成立双河桥地下党支部。1941年2月，中共潜江工委成立，张坤伦当选工委委员，党支部升为周矶区委。同年3月，潜江工委改为中共潜江县委，张坤伦当选为县委委员兼任周矶区区委书记，负责扩大活动范围。1941年，他与营长陈清（又名沈清、郭子清）合作，成功伏击伪军。皖南事变爆发后，国民党潜江县第一区区长张明富乘潜江独立营主力转至潜西黄家场，诱杀李智等三人（潜江事变）。陈清率潜江独立营主力，被迫转至襄北。潜西的中共组织召集双河、黄场两个支部会议，决定双河支部负责人张坤伦等随独立营绕道荆门到天京潜县，黄场支部就地坚持待命。1942年秋，他被伪军潜江县大队长雷春山缉拿关押，期间遭受酷刑，后再押送中逃脱。
1943年3月，襄河军分区参谋长李人林率部南渡襄河，重建襄南抗日根据地。张坤伦再次归队，负责说服许德厚部归附新四军。之后他们组成荆潜游击队，张坤伦任队长。随后在新四军主力配合下，他活捉并处决了涂新明，击溃伪军杨家顺部。1943年6月6日，新四军五师十五旅攻打潜江熊口日伪军十二师二旅朱秉坤部时，张坤伦奉令率荆潜独立营，钳制周家矶伪军沈锡庚部，支援熊口战斗。1944年10月，调任荆潜行委会建设科副科长。12月29日，他在到刘家场开会路上遇到伪军，被逮捕杀害。1945年1月5日，中共荆潜县委书记李旭率部抵达双河桥，召开了追悼大会并将其遗骨葬于张家台。中华人民共和国成立后，熊口区立碑纪念。